# Număr extrem cototient
În matematică, un număr extrem cototient este un număr întreg pozitiv {\displaystyle k} mai mare decât 1 care are mai multe soluții la ecuația  {\displaystyle x-\phi (x)=k} decât orice alt număr întreg mai mic decât {\displaystyle k} și mai mai mare decât 1. În această ecuație, {\displaystyle \phi (x)} este Indicatorul lui Euler.
Primele numere extreme cototiente sunt:
2, 4, 8, 23, 35, 47, 59, 63, 83, 89, 113, 119, 167, 209, 269, 299, 329, 389, 419, 509, 629, 659, 779, 839, 1049, 1169, 1259, 1469, 1649, 1679, 1889,...